# Führer und Verführer
Führer und Verführer ist ein deutsch-slowakischer Kinofilm, eine Mischung aus Dokumentarfilm und Reenactment mit zahlreichen historischen Filmsequenzen. Regie führte Joachim A. Lang. Premiere war am 4. Juli 2024 am Filmfest München. Der Kinostart erfolgte am 11. Juli 2024.

## Handlung und Inszenierung
Die Handlung rekonstruiert die letzten sieben Jahre des NS-Staats von 1938 bis 1945. Im Fokus der Handlung steht die Beziehung des „Führers“, des deutschen Reichskanzlers Adolf Hitler, zum „Verführer“, seinem fanatischen Reichsminister für Propaganda, Joseph Goebbels. Jahrelang musste dieser vor der deutschen Öffentlichkeit, aber auch gegenüber dem Ausland die Lüge verbreiten, Deutschland wolle in friedlicher Koexistenz mit den übrigen Völkern Europas leben. Nun, nach dem Anschluss Österreichs und der Zerschlagung der Tschechoslowakei hat Goebbels die Aufgabe des Führers bekommen, die Deutschen auf den bevorstehenden Krieg einzustimmen. Als im weiteren Verlauf absehbar ist, dass Deutschland den Krieg verlieren wird, ist es Goebbels, der in der Rede im Berliner Sportpalast das Volk auf den „totalen Krieg“ einschwört.
Daneben verfolgt Goebbels auch das zweite ideologische Ziel des NS-Regimes. Er ist verantwortlich für die Reichspogromnacht und die radikale Hetze gegen die jüdischen Mitbürger der Deutschen. Er beauftragt so unter anderem den Regisseur Fritz Hippler mit der Produktion des antisemitischen Pseudodokumentarfilms Der ewige Jude; ein weiterer Schritt hin zur Ermordung der Juden Europas.
Obwohl er mit Magda Goebbels verheiratet ist, unterhält Goebbels dennoch eine Beziehung zur tschechischen Schauspielerin Lída Baarová. Erst auf Befehl Hitlers beendet Goebbels 1938 das Verhältnis.
In kurzen Interviews kommen Überlebende des Holocaust, wie Margot Friedländer, Elly Gotz, Ernst Grube, Charlotte Knobloch, Eva Szepesi, Eva Umlauf und Leon Weintraub zu Wort.

## Produktion
Mehrere Historiker standen der Filmproduktion beratend zur Seite. Dies waren vor allem der Goebbels-Experte und Geschichtsprofessor Peter Longerich als auch Thomas Weber. Goebbels’ eigene Tagebücher als auch weitere Aufzeichnungen, wie Briefe und Zeitzeugenberichte dienten dem Film als Drehbuchvorlage.
Die Dreharbeiten fanden über 24 Tage in der Slowakei statt.

## Auszeichnungen
Die Deutsche Film- und Medienbewertung (FBW) hat den Film mit dem Prädikat „besonders wertvoll“ ausgezeichnet. Die Jury sieht darin einen Film, der „klug und fundiert informiert, um Protesthaltungen oder Indifferenzen aufzubrechen.“

## Rezeption
Peter Gutting vergab auf film-rezensionen.de acht von zehn Punkten. Der Film entlarve die Mechanismen, mit denen Joseph Goebbels die Menschen dazu brachte, Hitlers Kriegs- und Vernichtungspolitik trotz anfänglichem Widerstreben zu unterstützen. Der Standard nannte den Film „pädagogisch schwach und merkwürdig unreflektiert“.
Laut dem Journalisten Jonas Breng und der Historikerin Heike B. Görtemaker musste sich der Film, weil Hitler und Goebbels ihre privaten Unterlagen größtenteils vor ihren Selbstmorden verbrennen ließen, „bei den Dialogen viele Freiheiten nehmen“. Jedoch gebe es Aufzeichnungen von Dritten, wie Gerhard Engel (Heeresadjutant von Hitler), wie Hitler zu Tisch gesprochen habe. Historisch korrekt dargestellt sei die Detailtiefe, mit der Hitler über das Morden der SS gesprochen habe. Fernab der Dialoge geize der Film nicht mit Details, „die überwiegend sauber recherchiert“ seien. „Historisch fragwürdig“ sei die filmische Inszenierung der Konkurrenz zwischen Ribbentrop, Goebbels und Himmler; „Führungs-Stammtische mit eingebauter Schulhofrangelei“ habe es nicht gegeben. „Ebenso wenig verbürgt“ sei die Darstellung, dass Hitler und Goebbels alleine auf Ribbentrops Anruf aus Moskau warteten. Tatsächlich habe Hitler „seinen gesamten Führungsstab auf dem Obersalzberg antreten“ lassen. Falsch sei die Darstellung, dass Goebbels, Hitler und sein Sekretär Martin Bormann in der Wolfsschanze weilten, als die 6. Armee aus Stalingrad meldete, eingeschlossen worden zu sein; Hitler sei zu diesem Zeitpunkt auf dem Obersalzberg gewesen. „Vernachlässigt“ sei die „zentrale Rolle Albert Speers“, der „einer der größten Konkurrenten von Joseph Goebbels wurde“. Breng und Görtemaker urteilen: „Wer über die Machtdynamiken und das Binnenverhältnis in der NS-Führungselite wenig weiß, wird sich unterhalten fühlen. An der Versprechung, propagandistische Stereotype zu durchbrechen“, scheiterte der Film aber. „Wie Goebbels zum Fanatiker wurde, wie genau seine ideologischen Überzeugungen aussahen und warum seine Propaganda in der deutschen Gesellschaft so erfolgreich verfing“, komme zu kurz.